# Michael Verrips
Michael Verrips, né le 3 décembre 1996 à Velp aux Pays-Bas, est un footballeur néerlandais qui joue au poste de gardien de but au FCV Dender EH.

## Biographie
Avec le KV Malines, il remporte la Coupe de Belgique en 2019. Il officie comme gardien titulaire lors de la finale disputée face au KAA La Gantoise, encaissant un but.
Il joue au KV Malines jusqu'au 26 juillet 2019, date à laquelle il rompt son contrat.
Le 8 août 2019, il rejoint Sheffield United.
Le 1er février 2021, il rejoint le FC Emmen.
Le 11 janvier 2022, il est prêté au Fortuna Sittard.
En juillet 2024, il rejoint le FCV Dender EH pour deux ans.

## Palmarès
- Champion de Belgique de D2 en 2019 avec le FC Malines
- Vainqueur de la Coupe de Belgique en 2019 avec le FC Malines